# Света Богородица (Бобошево)
„Света Богородица“ е възрожденска българска църква в град Бобошево, област Кюстендил.

## История, архитектура
Църквата се намира в центъра на град Бобошево. Тя е сред най-красивите и величествени възрожденски храмове, не само в Кюстендилска област, но и в цяла България. Отличава се с необичайна архитектура, напомняща Рилския манастир.
Иззидана е от дялан камък с тухлени пояси, а във вътрешността ѝ се издигат десет колони, върху които са разположени осемнадесет кубета. По план е трикорабна базилика. Храмът е изграден върху основи с дължина 24 м и ширина 8 метра. Висок е 10 метра. Иззидан е от камък, с тухлени пояси, и е покрит с керемиди. Във вътрешността на църквата, като втори етаж, се издига т. нар. женско отделение, което събира 150 души; в ниската част храмът побира повече от 650 богомолци. Подът бил покрит с големи квадратни тухли, но през 1923 г. тухлената настилка е заменена с мозайка. Сградата има три големи дъбови врати. От запад и юг било издигнато покрито сводово преддверие „артика“. Първоначално камбанарията е неразделна част от църквата и се издига високо над покрива в югозападния и ъгъл, над женското отделение. След Освобождението са поставени и три камбани. На 2 март 1904 г. силно земетресение събаря камбанарията и поврежда западното преддверие. През 1907 г. всички повреди са поправени от майстор Саве Илков от Радомирско, като новата камбанария е построена отделно от църквата в южната част на църковния двор.
Строителството на църквата започва през пролетта на 1851 г. и завършва след десетилетие – през 1862 г. Според историческите свидетелства вдигането на такава голяма църква се наложило поради факта, че съществуващите дотогава църкви – поради малките си размери, не можели да побират миряните. Неин строител е прочутият първомайстор Миленко Велев от село Блатешница, Радомирско, който е строител и на южното крило на Рилския манастир.
Наосът, олтарът и галерията на втория етаж са цялостно изографисани. Изписването на огромната църква било поверено на големия възрожденски художник Станислав Доспевски, а негови помощници били братята му Никола Доспевски и Захари Доспевски. Освен тях в изографисването на църквата взели участие местният художник Георги Веселинов - Зограф, както и други самоковски и разложки художници. Иконостасните икони, рисувани 1859 – 1864 година, са дело на Никола Доспевски и Захари Доспевски. Част от стенописите (1890 – 1898) са изпълнени от Димитър Сирлещов и неговия ученик Костадин Хаджипопов.
От запазени документи от това време е видно, че само на Станислав Доспевски и хората му било уговорено да се заплатят 24 000 гроша. Бобошевци обаче успели да заплатят само 14 000 гроша, а за остатъка Доспевски завжда дело пред софийския шериатски съд. В София подсъдимите бобошевски първенци се споразумяват с художника, който им опрощава 3000 гроша, а те му заплащат разликата от 7000 гроша.
Църквата е тържествено осветена на 29 октомври 1862 г. в присъствието на цялото население, селяни от близките села и пратеници от Кюстендил, Дупница, Самоков и Горна Джумая.
За покриване разходите по това огромно начинание се отзовават не само бобошевци, но и селяни от околните села. Разноските по църквата обаче били огромни и за погасяване на задълженията, три години след освещаването на храма, селото е принудено да прибегне до заем от Рилския манастир. На 1 декември 1865 г. бобошевските първенци издават задължителен запис в полза на манастира, за главница 30 000 гроша при годишна лихва от 3600 гроша, дължими на 3 вноски. На първия падеж обаче вноската не била платена и записът е протестиран. Манастирът и поръчителите прибягват до сурови мерки. Десет души от църковните настоятели са задържани и хвърлени в затвора в Дупница. Това стреснало всички. Първата вноска е платена и затворниците – освободени, а останалите задължения – покрити с вноски, разпределени между бобошевските първенци и доброволни дарения от селяните.
Църквата е действащ храм, паметник на културата.